# Hexabranchus
Hexabranchus Ehrenberg, 1831 è un genere di molluschi nudibranchi, unico genere della famiglia Hexabranchidae.

## Tassonomia
Il genere comprende due specie:
- Hexabranchus morsomus Ev. Marcus & Er. Marcus, 1962
- Hexabranchus sanguineus (Rüppell & Leuckart, 1830)